# HD 71722
HD 71722，又名CP-52 1474，SAO 235976、HR 3341，是一颗恒星，视星等为6.05，位于銀經268.92，銀緯-8.43，其B1900.0坐标为赤經8h 23m 39.4s，赤緯-52° -8.43′ 41″。